# Куницино (Галичский район)
Куницино — деревня в составе Дмитриевского сельского поселения Галичского района Костромской области России.

## История
Согласно Спискам населенных мест Российской империи в 1872 году деревня относилась к 2 стану Галичского уезда Костромской губернии. В ней числилось 5 дворов, проживало 13 мужчин и 18 женщин.
Согласно переписи населения 1897 года в Рылеевской волости указаны два деревни с названием Куницино: в Куницино 1-е проживало 50 человек (23 мужчины и 27 женщин), а в Куницино 2-е проживало 18 человек (8 мужчин и 10 женщин).
В Списке населенных мест Костромской губернии в 1907 году в Рылеевской волости Галичского уезда Костромской губернии также указаны две деревни с названием Куницино:
- Куницино 1-е располагалось на дороге Галич—Кинешма в 10 верстах от Галича, в ней числилось 10 дворов и 52 жителя.[3]
- Куницино 2-е располагалось на берегу реки Челсма в 20 верстах от Галича, в ней числилось 5 дворов и 25 жителей.[3]

До муниципальной реформы 2010 года деревня также входила в состав Дмитриевского сельского поселения.